# ژان سوم، دوک برتانی
یان سوم (به برتون: Yann III) (به فرانسوی: Jean III) (به انگلیسی: John III) معروف به خوب، دوک برتانی از سال ۱۳۱۲ میلادی و ارل ریچموند از سال ۱۳۳۴ میلادی تا هنگام مرگش بود. دوران فرمانروایی بلند او به شکل صلح آمیز سپری شد و اراضی تحت کنترل او در این مدت توسعه و آبادانی را تجربه کرد.
دوران حکومت او مصادف با فرمانراویی محمد خدابنده و ابوسعید بهادرخان سلاطین ایلخانی و دوره حکومت ملوک الطوایفی پس از آن‌ها بر ایران بود.

## زندگی‌نامه
حکومت بر لیموژ را از مادر خود به ارث برد و بین سال‌های ۱۳۰۱ تا ۱۳۱۴ میلادی ویکونت این شهر بود. یان قصد داشت این کنت‌نشین را به عنوان هدیه ازدواج به همسر خود ایزابل کاستیل بسپارد که مخالفت گی، برادر کوچک‌تر خود که خود را محق آن می‌دید، مواجه شد. تا این که پس از چند سال در پی بچه دار نشدن ایزابل، آن را در سال ۱۳۱۴ میلادی به گی اهدا نمود. ایزابل دادخواهی به نزد پاپ برد و پاپ از یان خواست که لیموژ را به ایزابل بازگرداند. یان در سال ۱۳۱۷ میلادی لیموژ را گی گرفته و به ایزابل باز پس داد اما در عوض پنتیِور را به برادرش سپرد.
پس از مرگ پدرش، از ۲۷ اوت سال ۱۳۱۲ میلادی حکمرانی بر دوک‌نشین برتانی را آغاز کرد. با مرگ گی، مجدداً از سال ۱۳۱۷ میلادی ویکونت لیموژ شد و تا سال ۱۳۳۱ میلادی این مقام را حفظ کرد.
یان که از همان ابتدا با ازدواج پدرش با یولاند درو، همسر دومش مخالف بود، در دوران حکومت نیز با این زن و یان، پسر او رابطه حسنه ای نداشت به وجهی که سعی داشت از طریق پاپ کلمنس پنجم مشروعیت این ازدواج را زیر سؤال ببرد. این مسئله که به دوران پاپ ژان بیست و دوم نیز کشیده شد نهایتاً با تشکیل کمیسیونی از طرف پاپ با وجود روشن نبودن نتیجه احتمالاً به شکل مسالمت آمیز فیصله یافت.
در دوران حکومت یان سوم، اسقف‌های برتون سه دانشکده با مجموع ظرفیت قریب به ۶۰ دانشجو در دانشگاه پاریس و یک دانشکده در شهر رن ایجاد نمودند.

#### روابط با فرانسه و انگلستان
یان در لشکرکشی لوئی دهم، پادشاه فرانسه به فلاندر مشارکت نمود و نیروهای خود را به این منطقه گسیل کرد. لوئی جهت قدردانی از این همکاری، شهر سنت جیمز دو بوورون در مرز نرماندی و برتانی را به او سپرد. در این زمان دوک متحد وفاداری برای پادشاه فرانسه به حساب می‌آمد به گونه ای که حتی در نبردهای سرکوب شورشی‌های فلاندری توسط فیلیپ ششم، زخم برداشت.
با مرگ ژان برتانی، عموی یان و دریافت ریچموند، یان در سال ۱۳۳۴ میلادی نسبت به ادوارد سوم، پادشاه انگلستان سوگند وفاداری خورد.
در سال ۱۳۴۰ میلادی، ناوگانی را به کمک پادشاه فرانسه فرستاد که توسط انگلیسی‌ها نابود شد. پس از عقد پیمان صلح بین فرانسه و انگلستان که برتانی را نیز شامل می‌شد، یان مدتی را در سال ۱۳۴۱ میلادی در کنار فیلیپ ششم به سر برد.

### ازدواج‌ها
او در سال ۱۲۹۷ میلادی و در سن یازده سالگی با ایزابلا، دختر پنج ساله شارل، دوک والوآ و پسر فیلیپ سوم، پادشاه فرانسه ازدواج کرد. ایزابلا دوازده سال بعد بدون فرزند آوری درگذشت تا یان سال ۱۳۱۰ میلادی با ایزابلا، ملکه پیشین کاستیل و دختر سانچو چهارم، پادشاه این کشور ازدواج نماید. همسر دوم او نیز هجده سال پس از آن بدون این که فرزندی برای یان به دنیا بیاورد، جان سپرد. یان در تلاش برای فراهم کردن یک جانشین برای خود سال ۱۳۲۹ میلادی در ۴۳ سالگی این بار با ژان، دختر نوزده ساله ادواردو، کنت ساوی وصلت کرد که از بخت بد او این ازدواج نیز ثمره ای نداشت.
گفته می‌شود او یک پسر نامشروع به نام ژان معروف به ژان حرامزاده داشته‌است.

### مرگ و جانشینی
یان که نمی‌خواست پس از مرگش حکومت بر برتانی به یانِ مونفورت، برادر ناتنی خود برسد، قصد داشت این دوک‌نشین را به پادشاه فرانسه بسپارد که با اعتراض اشراف مواجه گشت. در این میان شارل بلوآ، همسر برادر زاده یان با توجه به نسبتی که با دوک داشت، خود را مدعی فرمانروایی قلمداد می‌کرد درحالیکه یان به این مسئله اشاره ای نکرده بود.
یان سوم ۳۰ ماه آوریل سال ۱۳۴۱ میلادی بدون برجای گذاشتن هیچ فرزند مشروع و جانشینی از سه ازدواج خود، درگذشت و در نزدیکی پدرش در نوتر-دام دو کارم به خاک سپرده شد.
پس از مرگ یان، یان مونفورت اقدام به سلطه بر برتانی کرد. در این شرایط و با توجه به عدم تعیین جانشین از طرف یان و حمایت پادشاه فرانسه از شارل بلوآ و پادشاه انگلستان از یان مونفورت، جنگ جانشینی میان دودمان بلوآ و دودمان مونفورت در برتانی به پا شد که به جنگ صدساله نیز متصل گردید. این جنگ نهایتاً با پیروزی یان مونفورت پایان یافت.

## نشان

نشان دوک برتانی تا سال ۱۳۱۶ میلادی
نشان دوک در سال ۱۳۱۶ میلادی توسط یان ساده سازی گشت که تا کنون به همین شکل باقیمانده است.